# Kai-Uwe Sölter
Kai-Uwe Sölter (* 3. Dezember 1974) ist ein deutscher Frisbeespieler. 

## Sportliche Laufbahn
Sölter spielt seit 1995 Ultimate Frisbee. Von 2013 bis 2018 nahm er mit wechselnden Teams an den Deutschen Meisterschaften in der Open-Masters-Division teil. Mit dem Team D.O.M. aus Berlin konnte er diese dreimal in Folge (2014–2016) gewinnen.
Sein Debüt in der Nationalmannschaft in der Open-Masters-Division gab Sölter 2013 bei der Europäischen Meisterschaft im Beach-Ultimate (ECBU) in Calafell, Spanien. Weitere Einsätze in der Open-Masters-Nationalmannschaft hatte er 2015 bei der Weltmeisterschaft im Beach-Ultimate (WCBU) in Dubai und der Outdoor-Europameisterschaft in Kopenhagen. Ab 2017 spielte Sölter in der Open-Grandmasters-Nationalmannschaft und nahm mit dieser an der WCBU 2017 in Royan, Frankreich und der Europameisterschaft im Beach-Ultimate (EBUC) 2019 in Portimão, Portugal teil. Mit dem dritten Platz bei der EBUC 2019 erreichte Sölter mit der Nationalmannschaft seine bis dahin einzige Podestplatzierung bei einem internationalen Turnier. Für diese Leistung wurde er bei der Sportlerehrung der Stadt Braunschweig als Sportler des Jahres ausgezeichnet. Mit der Bronzemedaille bei der Europäischen Masters-Club-Meisterschaft (EMUCC) in Breslau, Polen holte Sölter 2022 mit dem Team DJ Dahlem Grandmasters Open seine zweite internationale Podestplatzierung.

## Privates
Kai Sölter ist Geschäftsführer der S&P Solutions GmbH mit Sitz in Braunschweig.